# 央掘魔罗经
央掘魔羅經（梵語：Aṅgulimālīya Sūtra），總共有四卷，由劉宋求那跋陀羅譯出，《大正藏》收錄〈阿含部〉之中，但其實是大乘經，在歷代大藏經中都收錄在〈大乘經單譯經〉、〈大乘經五大部外單譯經〉。內容敘述受邪教外道誤導，殺死九百九十九人以求得道的央掘魔羅改宗佛門之事蹟，藉以宣揚一切眾生皆有如來藏佛性的學說，屬於如來藏學派。
大乘佛教的央掘魔羅經與部派佛教的鴦掘摩經有同樣名稱，兩者歷史背景同為釋迦牟尼度化殺人魔央掘魔羅，但旨趣與情節不同。本經旨在宣揚一切眾生皆有如來藏佛性，佛法為一乘究竟教，其餘皆為方便法門。亦同於楞伽、涅槃等如來藏學派佛經，宣說戒殺斷肉。

## 部派佛教中的相關經典
- 《雜阿含·1077經》，求那跋陀羅譯
- 《別譯雜阿含·16經》，失譯
- 《中部·86經》（Aṅgulimāla sutta）
- 《增壹阿含·力品·6經》，曇摩難提譯
- 《鴦掘髻經》，出三藏記集列入失譯，開元釋教錄題法炬譯
- 《鴦掘摩經》（或云指鬘經、指髻經），竺法護譯
- 《六度集經·普明王經》，康僧會譯
- 《賢愚經·無惱指鬘品》，曇學（或作曇覺、慧覺）、威德等八人集出
- 《出曜經·雜品》第5偈和第6偈的本緣，竺佛念譯
- 《法句經故事集·證聖果的殺人兇手 （页面存档备份，存于）》，達摩難陀法師著、周金言譯

## 現代考證
《央掘魔羅經》有多個版本，收入阿含經中的，屬早期部派佛教的誦本，求那跋陀羅的宋譯《央掘摩羅經》屬於大乘經，在如來藏學派興起初期傳出。日本學者赤沼智善、稻荷日宣、高崎直道分別指出，這部求那跋陀羅譯的大乘《央掘魔羅經》，實是「將聲聞經的敘事材料大乘化的作品」。印順法師認為：將宋譯《央掘魔羅經》編入「阿含部」很不妥當，因其內容呵斥一切法空，說如來藏我、解脫身有色，與《阿含經》無關，應編入「經集部」。
呂凱文教授認為，宋譯《央掘魔羅經》，除了經名、結構與部份的故事與聲聞版《央掘魔羅經》相似外，其經文旨趣則明顯為如來藏系思想，代表大乘佛教將聲聞佛經進行敘事轉換和挪用的典範移轉策略，並且《大正藏》將之編在「阿含部」並不恰當，應當與《大法鼓經》等類如來藏系經典編在一起。